# جنگ غجدوان
نبرد غَجدُوان دومین نبرد میان سپاه امپراتوری صفوی به فرماندهی نجم ثانی و همراهی بابر گورکانی، با خانات بخارا به فرماندهی عبیدالله‌خان ازبک در غجدوان در منطقهٔ فرارود بود که در سال ۱۵۱۲ میلادی رخ داد. در پی این جنگ ایرانیان شکست سختی خوردند و نجم ثانی و دیگر سرداران کشته شدند. این شکست فاجعۀ بسیار بزرگی برای ایران بود، چرا که پس از آن ازبک‌ها پیوسته به خراسان یورش می‌بردند. همچنین سلطۀ تیموریان در فرارود به کلی پایان یافت و بابر نیز در پی این جنگ برای همیشه از فرارود دست کشید و توجه خود را به هندوستان معطوف کرد.

## پیش‌زمینه
از دوران کهن و از زمان هخامنشیان و ساسانیان، شهرهای آباد آنسوی آمودریا مانند سمرقند و بخارا جز خاک ایران بودند. صفویان در نظر داشتند لااقل تا رودخانه یاد شده پیش بیایند و آن را مرز امپراتوری خود در شمال خاوری قرار دهند؛ اما قادر نبودند شهر بلخ را که برای این کار اهمیت اساسی داشت نگاه دارند. در ۱۵۱۱ م/ ۹۱۸ ق/۸۹۰ خ ظهیرالدین بابر، شاهزاده تیموری، برای بازپس‌گرفتن سرزمینش در فرارود که شیبانیان او را از آنجا رانده بودند، شاه اسماعیل یکم را تشویق به یورش به سمرقند کرد. بابر قول داد در عوض کمک شاه اسماعیل، سکه به نام او ضرب کند و نام او را در خطبه بیاورد.

## نبرد
شاه اسماعیل یکم در اواخر سال ۸۹۰، نجم ثانی را به فرماندهی سپاه برای کمک به بابر برگزید و سرداران نامداری مانند زین العابدین صفوی، پیری بیگ قاجار و بادنجان سلطان روملو را همراه او کرد. در اواخر اسفند ۸۹۰، نجم ثانی از قم به سوی خراسان رهسپار شد. در مهر ۸۹۱، نجم ثانی و بابر در ناحیه بند آهنین به هم رسیدند. پس از آن سپاهیان ایران صفوی شهر قرشی را تصرف کردند و همه ۱۵ هزار تن مردم آنجا را قتل عام کردند و به دستور نجم ثانی از خون سادات نیز نگذشتند. پس از آن سپاهیان قزلباش به همراه بابر به سوی بخارا رهسپار شدند. ازبکان به قلعۀ غجدوان پناه بردند. بابر و برخی از سرداران که با وضع آنجا آشنا بودند، از نجم ثانی خواستند که از محاصره آنجا دست بکشند و بازگردند؛ ولی نجم بر جنگ تأکید داشت. به دلیل غرور و رفتار ناپسند نجم ثانی برخی از سرداران سپاه ار وی رو برتافتند و به خراسان بازگشتند و در سپاه ایران اختلاف بروز کرد. سرانجام در روز جمعه ۱ آذر ۸۹۱ (۳ رمضان ۹۱۸ قمری) ازبک‌ها به سپاه قزلباش یورش بردند آنها را به سختی شکست دادند و نجم ثانی و دیگر سرداران همگی کشته شدند. این شکست فاجعه بسیار بزرگی برای ایران بود؛ چرا که پس از آن فرارود از دست صفویه خارج شد و ازبک‌ها پیوسته به مرزهای خاوری ایران یورش می‌بردند.

## فرجام
ازبک‌ها که پیش از این در نبرد مرو از شاه اسماعیل شکست خورده بودند، در موضع ضعف قرار گرفته بودند. شکست امیر نجم در غجدوان اما، شعله امید را در دل ازبکان بر افروخت. پس از آن ازبک‌ها جرئت یافته به محاصره هرات پرداختند. عبیدالله‌خان ازبک، مشهد را گرفت و سه ماه در آنجا حکومت کرد. اما با شنیدن خبر حرکت شاه اسماعیل به سوی خراسان، به فرارود بازگشت.